# Трана
Трана (итал. Trana) је насеље у Италији у округу Торино, региону Пијемонт.
Према процени из 2011. у насељу је живело 1701 становника. Насеље се налази на надморској висини од 375 м.

## Становништво
Према резултатима пописа становништва 2011. у општини је живело 3.881 становника.
| 1931. | 1936. | 1951. | 1961. | 1971. | 1981. | 1991. | 2001. | 2011. |
| ----- | ----- | ----- | ----- | ----- | ----- | ----- | ----- | ----- |
| 1.571 | 1.532 | 1.610 | 1.470 | 1.792 | 2.509 | 3.083 | 3.343 | 3.881 |